# Eublemma amoena
Eublemma amoena är en fjärilsart som beskrevs av Jacob Hübner 1802. Eublemma amoena ingår i släktet Eublemma och familjen nattflyn. Inga underarter finns listade i Catalogue of Life.